# 桑名東インターチェンジ
桑名東インターチェンジ（くわなひがしインターチェンジ）は、三重県桑名市にある、東名阪自動車道のインターチェンジ。

## 概要
名称は「桑名東」だが、桑名市中心部から見ると北部に位置する。旧多度町の最寄りインターであり、岐阜県海津市の最寄りインターの役割も果たしている。また大垣市や名神高速道路の大垣インターチェンジまで約30キロメートルほどの距離があるが国道258線を直接北上してアクセス出来るため、亀山・四日市方面から名神高速道路を利用する際には、当インターチェンジで下りて大垣インターチェンジへ向かうという役割を果たしていた。

## 道路
- E23 東名阪自動車道（28番）

## 接続する道路
- 国道258号

## 料金所
- ブース数：7

### 入口
- ブース数：3
  - ETC専用：1
  - ETC/一般：1
  - 一般：1

### 出口
- レーン数：4
  - ETC専用：2
  - 一般：1
  - 休止中：1

## 周辺
- NTN 桑名製作所
- イオンモール桑名
- 多度大社
- 東建多度カントリークラブ・名古屋（ホテル多度温泉）

## 隣
E23 東名阪自動車道
(27) 長島IC - (28) 桑名東IC - 大山田PA - (29) 桑名IC